# Lepidodexia reali
Lepidodexia reali är en tvåvingeart som beskrevs av Guilherme A.M.Lopes och Tibana 1988. Lepidodexia reali ingår i släktet Lepidodexia och familjen köttflugor.
Artens utbredningsområde är Costa Rica. Inga underarter finns listade i Catalogue of Life.